# 文藻外語大學
文藻外語大學，簡稱文藻或文藻外大，是位於台灣高雄市的外國語文專門大學，由天主教聖吳甦樂女修會於1966年創辦，校名為紀念首位華籍主教羅文藻而命名。

## 沿革
1965年3月31日成立籌備處向中華民國教育部申請設校。
1965年12月27日成立文藻女子外國語文專科學校，設有英國語文科、法國語文科、德國語文科及西班牙語文科，招收初級中等學校畢業之女生，修業為期五年。
1966年8月1日加入五專聯招。
1980年8月1日依中華民國教育部指示招收男生，並更名為文藻外國語文專科學校（簡稱文藻、文藻語專、文藻外專、文藻文專）。
1990年增設五專日本語文科。
1997年8月成立二專夜間部。
1999年8月1日改制為文藻外語學院（簡稱文藻、文藻外院），成立二技日間部。
2003年8月1日成立四技日間部。
2013年8月1日改名為文藻外語大學，成為臺灣第一所外語專門大學。

## 歷任校長
| 任別     | 姓名   | 任期             |
| -------- | ------ | ---------------- |
| 1        | 王撫洲 | 1966年 － 1974年 |
| 2        | 王曉風 | 1974年 － 1978年 |
| 3        | 陳安琪 | 1978年 － 1981年 |
| 4        | 王曉風 | 1981年 － 1990年 |
| 5        | 丁福寧 | 1990年 － 1992年 |
| 6        | 鮑霦   | 1992年 － 2000年 |
| 7~9      | 李文瑞 | 2000年 － 2009年 |
| 10       | 蘇其康 | 2009年 － 2013年 |
| 11       | 林思伶 | 2013年 － 2014年 |
| 代理校長 | 蔡清華 | 2014年 － 2015年 |
| 12       | 周守民 | 2015年 － 2019年 |
| 13       | 陳美華 | 2019年 － 2023年 |
| 14       | 莊慧玲 | 2023年 －        |

## 教學單位

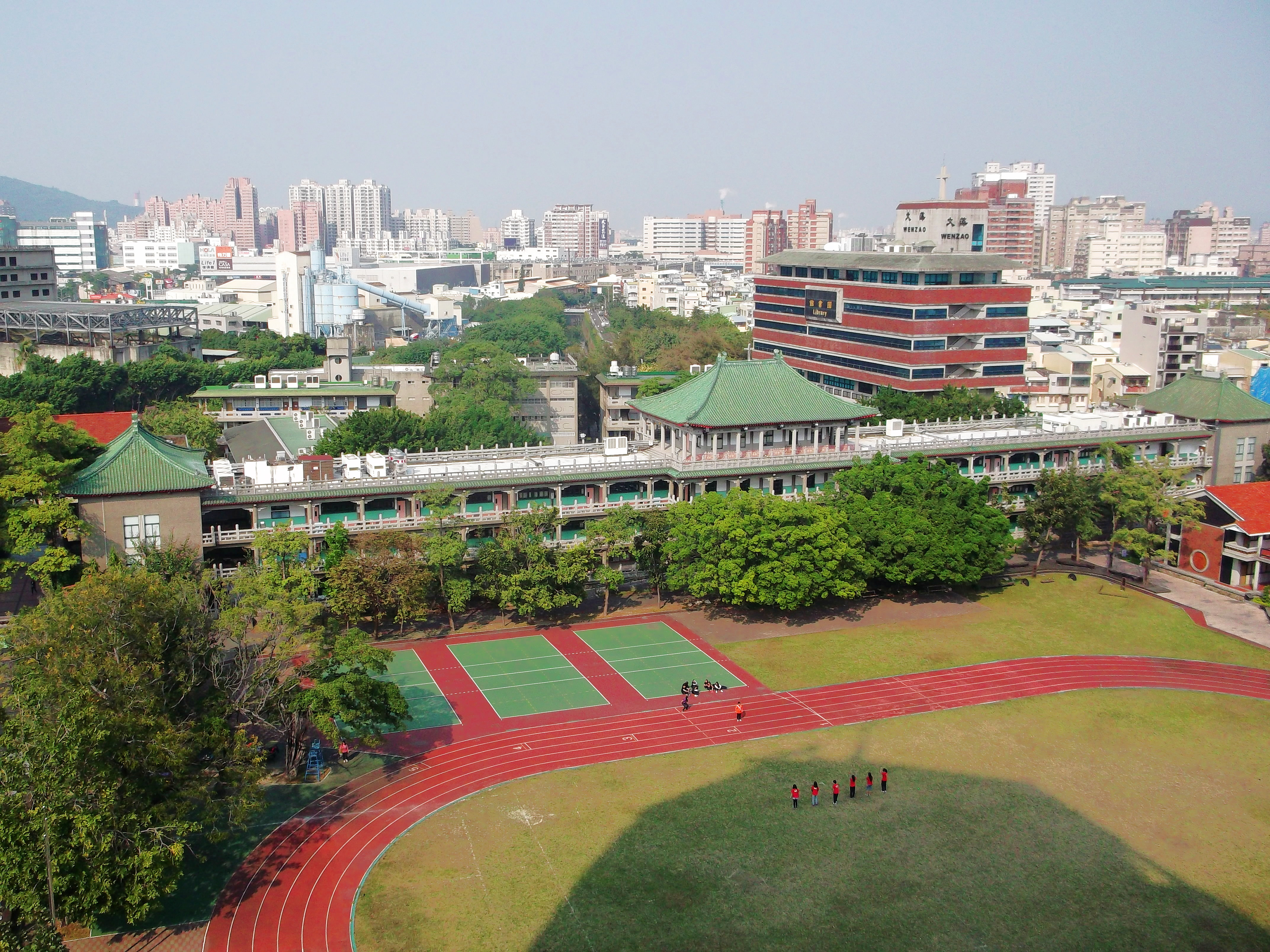
從「至善樓」俯瞰校園。

| 國際文教暨涉外事務學院 | 翻譯系暨碩士班           | 外語教學系暨外語文教事業發展碩士在職專班 |
| 國際文教暨涉外事務學院 | 英國語文系（科）暨碩士班 | 國際事務系暨碩士班                       |
| 國際文教暨涉外事務學院 | 英語教學中心             | 師資培育中心                             |

| 歐亞語文學院 | 歐洲研究所           | 東南亞學系暨碩士班 - 越南語模組 - 印尼語模組 - 泰語模組 |
| 歐亞語文學院 | 德國語文系（科）     | 法國語文系（科）                                        |
| 歐亞語文學院 | 西班牙語文系（科）   | 日本語文系（科）                                        |
| 歐亞語文學院 | 東南亞語言與教學中心 | 歐盟觀光文化經貿園區                                    |

| 新媒體暨管理學院 | 國際企業管理系暨碩士班 | 傳播藝術系暨創意藝術產業碩士在職專班 |
| 新媒體暨管理學院 | 數位內容應用與管理系   | 新媒體國際行銷學士學位學程           |

| 華語學院暨營運中心 | 應用華語文系暨華語文教學碩士班 | 華語中心 |

| 吳甦樂人文學院 | 吳甦樂教育中心 | 通識教育中心 |
| 吳甦樂人文學院 | 體育教學中心   |              |

## 相關機構
- 海星幼兒園
- 海星國小
- 海星高中

## 對外關係

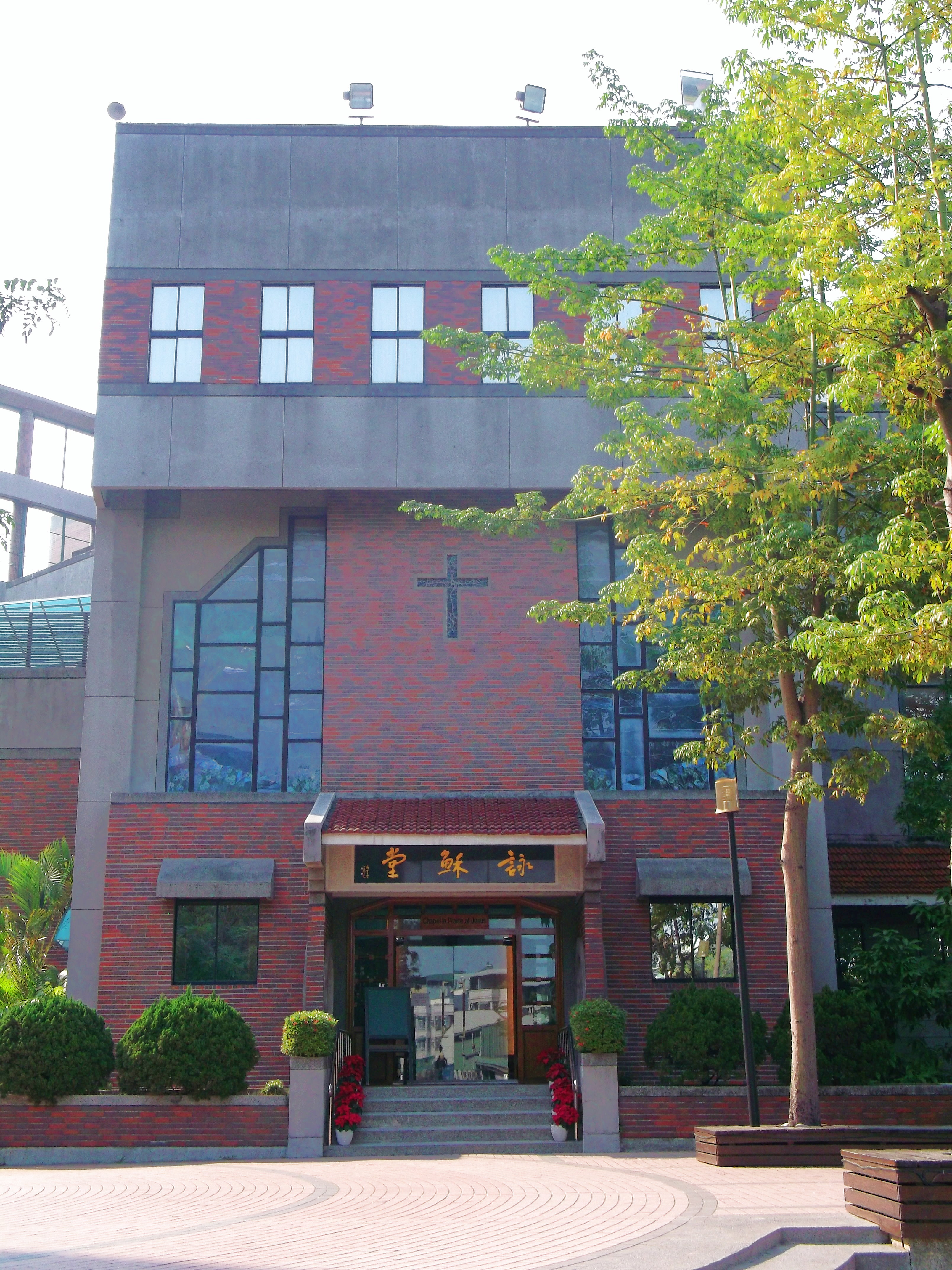
詠穌堂

### 天主教大學聖誕點燈
每年聖誕節前夕，台灣3所天主教大學都會舉行接力點燈活動。十字燈架從高雄市文藻外語大學出發，抵達台中市靜宜大學點燈之後，再由靜宜接力到新北市輔仁大學，於12月25日晚間在「真善美聖廣場」完成點燈。

### 臺灣基督宗教大學校院聯盟
- 三育基督學院
- 中原大學
- 文藻外語大學
- 東海大學
- 長榮大學
- 真理大學
- 耕莘健康管理專科學校
- 基督書院
- 聖約翰科技大學
- 聖德基督學院
- 輔仁大學
- 靜宜大學
- 馬偕醫學院

### 姊妹校
- 亞洲 Asia (144所)
- 歐洲 Europe (68所)
- 美洲 America (26所)
- 大洋洲 Oceania (4所)
- 非洲 Africa (1所)

## 外部連結
- 文藻外語大學網站 （页面存档备份，存于）
- 文藻外語大學圖書館 （页面存档备份，存于）
- 文藻外語大學華語中心 （页面存档备份，存于）
- 文藻外語大學通識教育中心 （页面存档备份，存于）
- 臺灣基督宗教大學校院聯盟 （页面存档备份，存于）